# 14 Pułk Ułanów Jazłowieckich (PSZ)
14 Pułk Ułanów Jazłowieckich (14 puł) – oddział kawalerii pancernej w Polskich Siłach Zbrojnych.

## Formowanie i zmiany organizacyjne

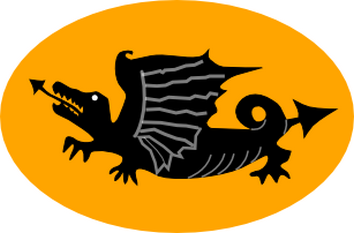
Oznaka 16 Samodzielnej Brygady Pancernej

### Francja 1939-1940
Po kampanii wrześniowej 14 pułk ułanów został odtworzony w kwietniu 1940 roku we Francji jako III batalion im. Ułanów Jazłowieckich w składzie 10 Brygady Kawalerii Pancernej.

### Wielka Brytania 1940-1945
Po klęsce Francji ponownie odtworzony w Wielkiej Brytanii jako I Batalion Strzelców im. 14 pułku Ułanów Jazłowieckich 1 Brygady Strzelców, od 8 października 1940 znów w składzie 10 Brygady Kawalerii Pancernej.

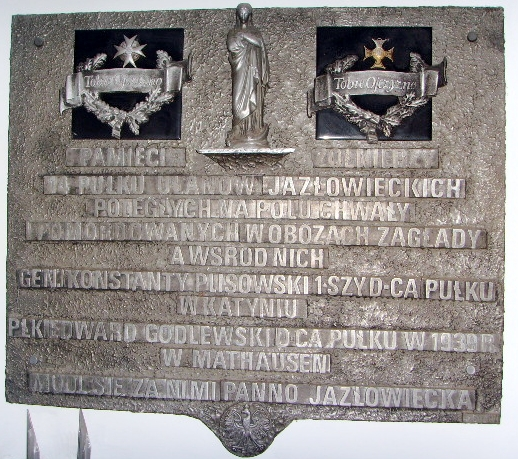
Tablica w kościele garnizonowym w Londynie

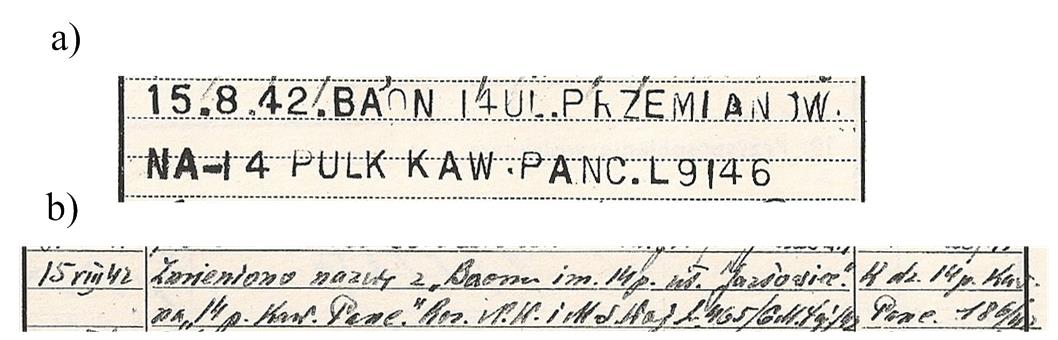
Fragment a) karty ewidencyjnej, b) zeszytu ewidencyjnego, żołnierza PSZ, dotyczący zmiany nazwy Batalionu im. 14 Pułku Ułanów Jazłowieckich na 14 Pułk Kawalerii Pancernej w dniu 15.08.1942.

Skład organizacyjny jazłowieckiego batalionu
- dowództwo

dowódca – płk dypl. Witold Gierulewicz
zastępca dowódcy – mjr Stefan Starnawski
adiutant – rtm. Włodzimierz Korytkowski
- dowódca szwadronu dowodzenia – rtm. Witold Kowalski[1]
- dowódca 1 szwadronu- kpt. Stanisław Górski
- dowódca 2 szwadronu – rtm. Aleksander Rylke (z 14 puł., w 1939 dowódca szwadronu w Ośrodku Zapasowym Podolskiej BK)
- dowódca 3 szwadronu – rtm. Franciszek Koprowski (z 10 Pułku Ułanów Litewskich, w 1939 w CWK)
- dowódca szwadron ckm – kpt. Jan Downar-Zapolski
- dowódca plutonu opl. – por. Konstanty Juszczak[2]
- dowódca plutonu ppanc. dowódca – por. Józef Piękosz[2]
- dowódca plutonu łączności – por. Stefan Milewski[2]

Do końca 1941 pułk (batalion) pozostał na stanowiskach obronnych w hrabstwie Angus. Ułani brali udział w pracach fortyfikacyjnych pod kierunkiem oficerów wojsk inżynieryjnych. Stosunki polskich żołnierzy z miejscową ludnością były serdeczne, mimo nieporozumień wynikających ze słabej znajomości języka angielskiego. Prowadzono więc intensywne kursy językowe. Prowadzono szkolenie bojowe i motorowe, podczas nocnych ćwiczeń w pasie wybrzeża w kwietniu 1941 r. zginęli dowódca 1 szwadronu kpt. S. Górski i kpr. Stanisław Stasiak. W dniu 29 czerwca nagle zmarł kapelan pułku ks. kpt. Karol Bik, a 30 czerwca w wypadku motocyklowym zginął asp. Ignacy Brak.

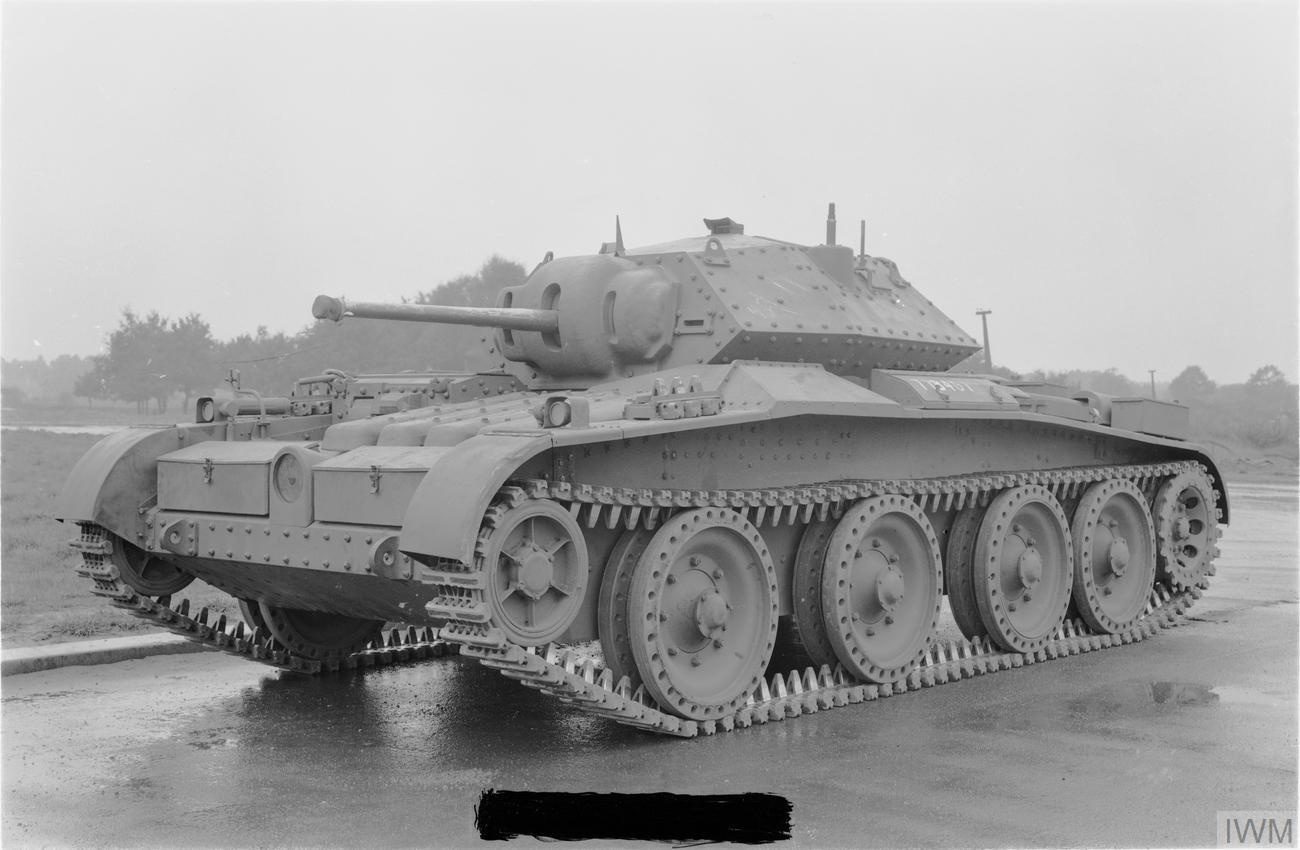
Covenanter – czołgi tego typu były na wyposażeniu pułku w 1943

W sierpniu 1941 roku pułk otrzymał pierwsze 3 stare czołgi typu Mk I i transportery typu Bren Carierr, do zorganizowanego szwadronu szkolnego na bazie 3 szwadronu pułku, w którym prowadzono szkolenie motorowe i pancerne. Jednocześnie w październiku dotarły do pułku czołgi Valentine Mk III. Zimą 1941/1942 wydzielono z pułku szwadron zbiorczy pod dowództwem rtm. Andrzeja Szajowskiego i wysłano na 4 – tygodniowe szkolenie z zakresu walk szturmowych. Z końcem 1941 roku w pułku służyło ponad 600 żołnierzy. W latach 1941–1942 z grona oficerów pułku wytypowano i przeszkolono jako „cichociemnych” 7 oficerów i przerzucono ich do kraju oraz na Bałkany i do Włoch. W kwietniu 1942 roku w związku z organizacją 1 Dywizji Pancernej pułk zostaje dyslokowany do miejscowości Galashiels nad doliną rzeki Tweed. Do Centrum Wyszkolenia Broni Pancernej zostało wysłanych na 19 tygodniowe kursy dowódców plutonów czołgów 15 oficerów. W maju 1942 roku dowódcą pułku zostaje mjr Starnawski, a zastępcą dowódcy mjr Władysław Zgorzelski. W czerwcu pułk wizytują Prezydent RP W. Raczkiewicz oraz generałowie W. Anders i S. Kopański. Jednocześnie pułk otrzymał na wyposażenie czołgi Covenanter i Crusader. Śmiercią tragiczną zginęli wchm. F. Stopyra i por. Z. Rudzki. Rozkazem Naczelnego Wodza i Ministerstwa Spraw Wojskowych L9/46 (l.465/6M.taj./42) 15 sierpnia 1942 został przemianowany na 14 pułk kawalerii pancernej. W roku 1943 w trakcie intensywnego szkolenia dowódca pułku i starsi oficerowie przeszli przeszkolenie taktyczne, natomiast 21 oficerów i 38 podoficerów odbyło szkolenie w Brytyjskiej Szkole Czołgów w Bovington i Lulworth. Latem 1943 roku 14 pułk przesunięty został do Chippenham i tam osiągał gotowość do działań bojowych jako pułk pancerny i okrzepł jego stan organizacyjny:
Dowództwo pułku
- dowódca – ppłk Stefan Starnawski
- zastępca – mjr Władysław Zgorzelski
- adiutant – rtm. Włodzimierz Korytkowski

- dowódca szwadronu dowodzenia – rtm. Stanisław Smrokowski

- dowódca plutonu rozpoznawczego – por. Adam Smolka

- dowódca 1 szwadronu – por. Wacław Kownas

- dowódca 2 szwadronu – rtm. Andrzej Szajowski

- dowódca 3 szwadronu – rtm. Bronisław Skulicz[6]

We wrześniu 1943 roku podczas intensywnych ćwiczeń zginęła (utonęła) załoga czołgu 1 szwadronu por. K. Juszczak, kaprale J. Florek i W. Mulawka. We wrześniu w związku z planowaną reorganizacją dywizji, 14 pułk powrócił do starego garnizonu w Earlston i Lauder. Z uwagi na powyższe pułk został wytypowany do wyłączenia ze składu 10 Brygady Kawalerii Pancernej i 1 Dywizji. Podczas reorganizacji 1 Dywizji Pancernej w październiku 1943 roku pułk przeniesiono do 16 Brygady Pancernej. Już 21 października 1943 r. z każdego szwadronu wytypowano po jednym plutonie i przeniesiono do równoległych szwadronów 24 pułku ułanów, łącznie: 3 oficerów i 114 szeregowych. 26 października 2 i 3 szwadrony 14 pułku, przeszły do Obozu Uzupełnień 1 DPanc. jako 1 i 2 szwadron czołgów zapasowych łącznie: 6 oficerów i 100 ułanów. Ponadto do nowo formowanego 9 batalionu strzelców 8 listopada przekazano 51 podoficerów i ułanów. Z uwagi na dalszą wymianę oficerów poprzez odmłodzenie do 10 pułku dragonów przeszli mjr W. Zgorzelski na jego dowódcę i dodatkowo kpt. W. Kownas i rtm. S. Smrokowski na dowódców szwadronów. W pułku pozostało 314 żołnierzy. W listopadzie 14 pułk wraz z 16 B Panc. został zakwaterowany w Catterick Camp i podjął szkolenie na nowych czołgach Sherman i Cromwell. w 8 stycznia 1944 pułk powrócił do tradycyjnej nazwy. Z uwagi na dalszy niedobór stanów osobowych w 1 Dywizji Pancernej, pod groźbą niedopuszczenia do inwazji na Europę polskiej dywizji, 14 pułk ułanów 22 maja i w następnych dniach przekazał wielu oficerów, 12 podchorążych i 270 szeregowych. W resztkach pułku pozostała minimalna kadra 29 żołnierzy, w tym; 11 oficerów, 1 podchorąży, 11 podoficerów i 6 ułanów. W sierpniu 1944 roku pułk otrzymywał pierwsze uzupełnienie spośród Polaków przymusowo wcielonych do Wehrmachtu. Sukcesywnie napływające uzupełnienia pozwoliły na przeorganizowanie jednostki w rzut dowodzenia na czele z zastępcą dowódcy mjr Włodzimierzem Korytkowskim, rzut kwatermistrzowski z kwatermistrzem rtm. Walerianem Minorem, kadrę wyszkolenia motorowego z kierownikiem rtm. Władysławem Pawłowiczem i instruktorami, oraz szwadron szkolny z pełną obsadą pod dowództwem rtm. Adama Smolki. W początkowym okresie szkolenia jednostka kwaterowała w Bridge of Allan. Z uwagi na stały dopływ uzupełnień, ponownie ze względu na możliwości zakwaterowania pułk powrócił do Earlston i Lauder. Do 14 pułku od grudnia 1944 roku powróciło kilku jego byłych oficerów, głównie ze szpitali, a część oficerów nie walczących w kampanii w Europie Zachodniej wyjechała na staż do 1 DPanc. na front. W marcu 1945 roku pułk osiągnął pełny stan osobowy i poziom wyszkolenia bojowego pancernego, a 15 kwietnia 1945 roku osiągnął pełną gotowość bojową, na znak czego dowódca pułku wręczył dowódcom szwadronów tradycyjne proporce. W momencie osiągnięcia gotowości bojowej przez 14 pułk ułanów Jazłowieckich jego obsada przedstawiała się następująco:
Skład organizacyjny pułku
Dowództwo
dowódca – ppłk Stefan Starnawski

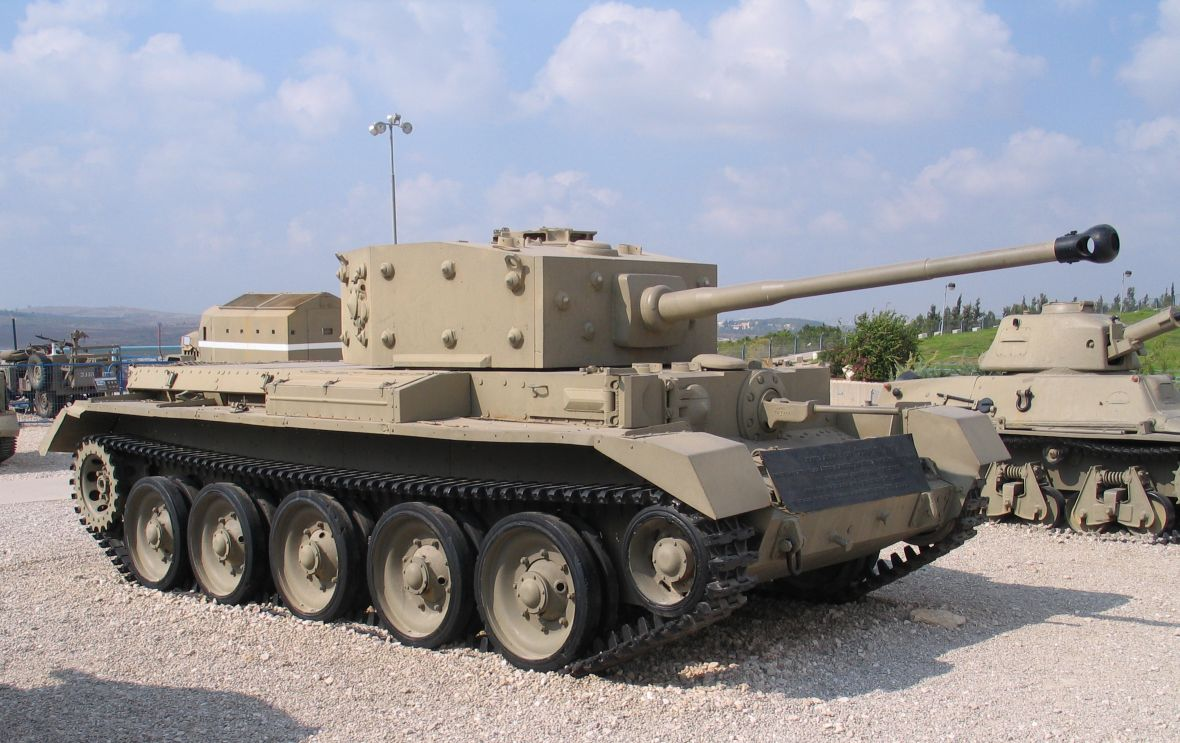
Cromwell – podstawowy czołg pułku

zastępca dowódcy – mjr Włodzimierz Korytkowski
kwatermistrz – rtm. Walerian Minor
- dowódca szwadronu dowodzenia – por. Bronisław Koziełł-Poklewski

- dowódca plutonu rozpoznawczego[c] – ppor. Zygmunt Burszta

- trzy szwadrony liniowe[d] po pięć plutonów czołgów[e]

dowódca 1 szwadronu – rtm. Adam Smolka
dowódca 2 szwadronu – rtm. Jerzy Friedrich
dowódca 3 szwadronu – rtm. Cyryl Czarkowski-Golejewski

W pułku służyło:
- oficerów – 34
- szeregowych – 596

Sprzęt:
- czołgi średnie – 52
- czołgi lekkie – 11

Z uwagi na zakończenie wojny pułk nie zdążył wziąć udziału w działaniach wojennych

## Ułani Jazłowieccy po wojnie
W dniu 12 czerwca 1945 r. przeglądu pułku dokonał Naczelny Wódz gen. dyw. Tadeusz Bór-Komorowski. Na jesieni 1945 roku rozpoczęto organizować kursy przystosowujące do zawodów i częściową demobilizację. Od stycznia 1946 r. wydzielono z pułku tzw. „kolumnę transportową 14 puł”, która w Little Walden dokonywała napraw i przeglądów pojazdów motorowych, które w ramach UNRRA miał zostać wyekspediowany do Polski. Poprzez półroczny okres pracy „kolumna transportowa 14 puł” usprawniła i przystosowała ok. 11 tys. pojazdów. 11 lipca obchodzono w pułku ostatnie święto pułkowe. W styczniu 1947 pułk został rozformowany w Johanstone, a pozostali żołnierze wraz z żołnierzami 9 pułku ułanów utworzyli 114 Oddział PKPR pod dowództwem ppłk Starnawskiego. 2 października 1947 r. 114 Oddział rozwiązano, a żołnierze zostali repatriowani do kraju lub pozostali na emigracji.